# Stabilimento chimico farmaceutico militare
Lo Stabilimento chimico farmaceutico militare (SCFM) o Istituto chimico farmaceutico militare è uno stabilimento farmaceutico delle forze armate italiane, con sede a Firenze, alle dirette dipendenze dell’Agenzia industrie difesa (d.m. Difesa 24 aprile 2001).

## Storia
Il 22 dicembre 1832 nel Regno di Sardegna viene istituito lo Stabilimento chimico farmaceutico militare, con regio viglietto di re Carlo Alberto che fonda il Consiglio superiore dell'Armata Sarda, con tra i membri anche un chimico-farmacista quale membro straordinario. In tale decreto, il re manifestava l'esigenza di “ordinare, appena possibile, lo stabilimento di un laboratorio generale chimico farmaceutico”.
È con il “regio decreto per l'organizzazione del servizio chimico-farmaceutico militare” emanato 26 giugno 1853, che venne creato un "Deposito di farmacia militare", con annesso il Laboratorio generale chimico farmaceutico, nella città di Torino (in corso Siccardi), dove era presente anche il "Laboratorio di produzione del chinino dello Stato", che inizialmente venne gestito autonomamente e solo in seguito venne diretto da un colonnello chimico-farmacista del Regio Esercito.
Il servizio aveva con il compito di preparare farmaci e materiali sanitari occorrenti per l'allora Servizio sanitario e veterinario militare, senza contare il fondamentale intervento di carattere civile e sociale che il Laboratorio svolse in quegli anni in cui l'Italia era infestata dalla malaria.

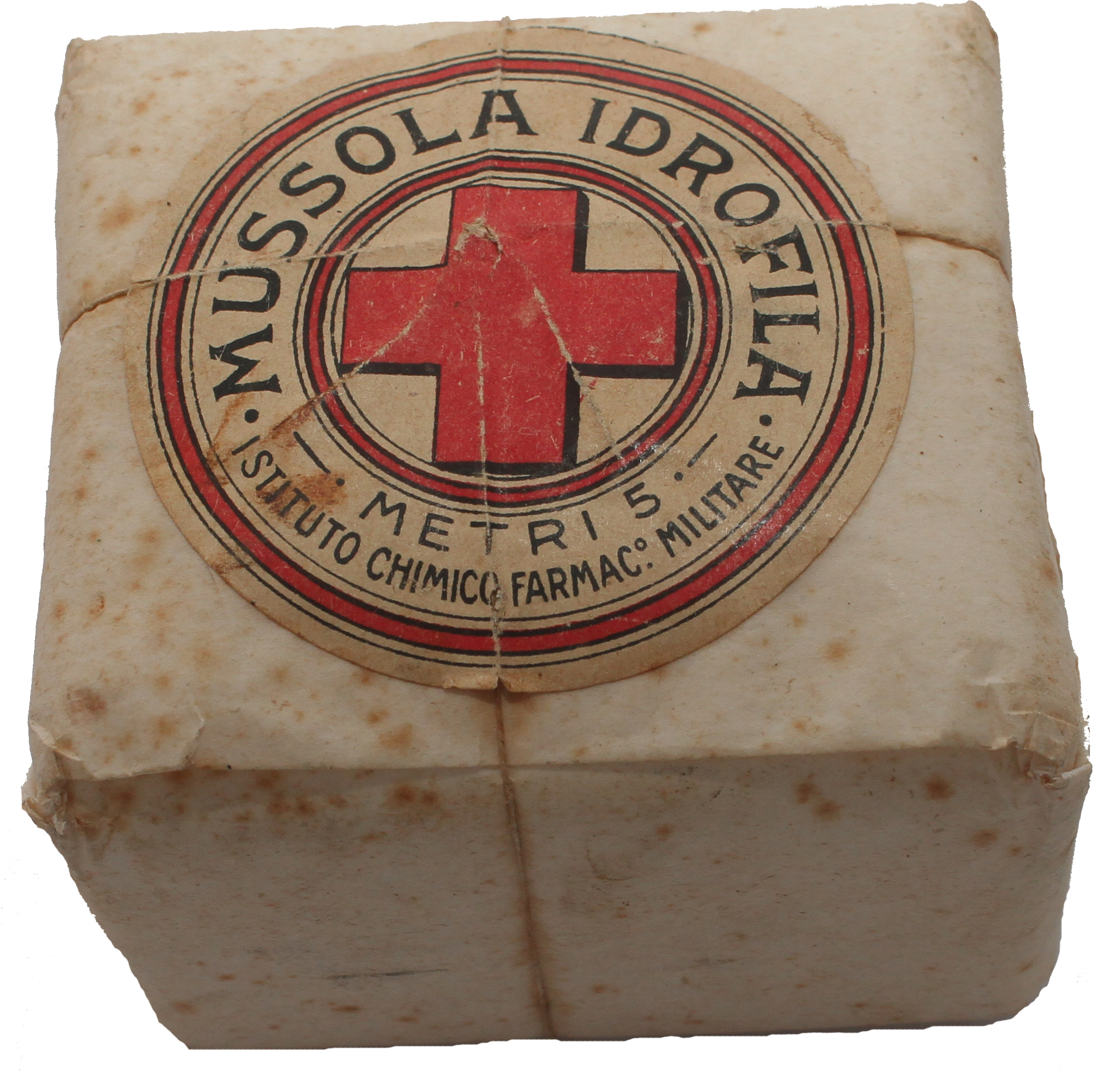
Mussola idrofila nella prima guerra mondiale

Nel 1884 il laboratorio cambio l'intestazione: da Deposito di farmacia militare, divenne "Farmacia centrale militare".
A seguito della prima guerra mondiale, dati i grandi problemi di carattere sanitario, si mostrò importante disporre di una sede più adeguata, moderna e funzionale, possibilmente situata al centro della penisola in modo da favorire l'operatività nella distribuzione e nella spedizione dei materiali. Venne così ordinato dal Ministero della guerra, nell'ottobre del 1931, il trasferimento dell'Istituto dalla sede di Torino ad una nuova sede sita nella città di Firenze, esattamente nel quartiere Rifredi, occupando un'area di circa 55.000 m² e dando luce all'attuale costruzione dello Stabilimento.
Intanto lo stabilimento assunse la denominazione di "Istituto chimico farmaceutico militare", ovvero dal 1923 fino al 1976.
Nel 1976 a seguito della ristrutturazione dell'area tecnico-industriale del Ministero della difesa, diventa un ente interforze alle dirette dipendenze della Direzione generale della sanità militare di Roma, in cui acquisisce il nome di Stabilimento chimico farmaceutico militare.
Dalla data di inaugurazione della attuale sede di Firenze, eccetto durante la seconda guerra mondiale, sono state ininterrottamente prodotte numerose specialità farmaceutiche, materiali per medicamenti, prodotti cosmetici e alimentari, impiegando così negli anni '40, più di 2.000 persone tra maestranze ed ufficiali chimico-farmacisti, prevalentemente attinti dal Corpo sanitario dell'Esercito Italiano.
Nonostante gli ingenti danni causati dai tedeschi in ritirata durante la fine della seconda guerra mondiale, tra cui la distruzione della centrale termica dello Stabilimento, la piena operatività riprese ben presto, stando sempre a fianco della popolazione durante le gravi calamità naturali tra cui l'alluvione di Firenze del 1966, i terremoti del Friuli (1976) e dell'Irpinia (1980).
Nel 1986, in seguito all'incidente della centrale nucleare di Černobyl', lo Stabilimento riuscì ad intervenire prontamente, producendo in meno di 24 ore 500.000 compresse di ioduro di potassio, utilizzato per proteggere la tiroide dai danni da contaminazione radioattiva con iodio-131.
Nel 1989 vennero spediti, secondo un ordine urgente dello stato maggiore dell'Esercito, una grande quantità di farmaci e materiale sanitario per la Romania, interessata da una grave crisi sociale e politica, tra cui 1.200.000 compresse di acido acetilsalicilico, 45.000 fasce di medicatura e alcuni quintali di cotone.
Nel 1998 per conto del Ministero della Salute, lo Stabilimento si attivò per un'altra importante attività di carattere nazionale, ovvero la preparazione di due dei principali farmaci della terapia del professor Di Bella in circa 20 giorni:
- 10.400 flaconi di soluzione ai retinoidi, conosciuta più semplicemente come sciroppo di vitamine;
- 2.400.000 compresse di melatonina.

Nel 2009, sempre per conto del Ministero della Salute, lo Stabilimento ha prodotto il farmaco antivirale Oseltamivir in formulazione orale, con indicazione nella terapia e profilassi dell'influenza umana A/H1N1 (detta impropriamente influenza suina).

## Funzioni
Soddisfa prioritariamente le esigenze sanitarie delle Forze armate.
Offre una risposta pronta e sicura, fornendo servizi nel settore sanitario e producendo medicinali e presidi di carattere etico e di interesse strategico, secondo criteri di qualità, efficienza ed efficacia.
- produzione di farmaci: farmaci orfani, antidoti e medicinali generici
- produzione di presidi medico-chirurgici
- confezionamento di alimenti destinati ad una alimentazione particolare
- produzione di prodotti alimentari (Elisir di China, Enocordial, Grappa, Anetolo, integratore salino buste)
- produzione di cosmetici (boli al mentolo, dentifricio, crema dermofila, soluzione dermofila, doccia-shampoo, acqua di colonia e di lavanda)
- progettazione e allestimento di kit: zaini e kit vari, sia di interesse specifico delle FF.AA. che del mercato civile, sia per uso individuale che collettivo

Per il ministero della difesa assicura:
- la produzione e l'approvvigionamento di medicinali, dispositivi medici e presidi medico-chirurgici;
- l'allestimento di kit sanitari individuali e di reparto per impiego campale, cassette di Pronto Soccorso per veicoli ruotati; kit sanitari per ambienti di lavoro (D.Lgs. 81/08 e D.M. 388/2003);
- i corredi complementari NBC (autoiniettori riciclabili a base di atropina/obidossima e diazepam);
- la raccolta di sangue e produzione di plasma umano per il tramite della Banca militare del sangue (operativa dal 1953).[2]

## Prodotti di interesse sociale

Chinino di Stato

Lo Stabilimento chimico-farmaceutico militare, continuando la tradizione della produzione del Chinino di Stato per la lotta alla malaria nei primi anni del XX secolo, attualmente si occupa della produzione di farmaci di interesse sociale, come i farmaci cosiddetti orfani (molecole utilizzate in gravi malattie rare la cui produzione è stata interrotta dall'industria perché economicamente svantaggiosa), o comunque non facilmente reperibili sul mercato, come alcuni antidoti. Questa attività è regolata da un accordo di collaborazione tra l'Agenzia industria difesa del Ministero della difesa e l'Agenzia italiana del farmaco del Ministero della salute.
In particolare la produzione riguarda:
- il Ketoconazolo per la terapia del malattia di Cushing
- la Mexiletina per la terapia delle miotonie distrofiche e non distrofiche e di alcune aritmie cardiache
- la colestiramina per la sindrome di Crigler-Najjar
- la D-Penicillamina per la malattia di Wilson
- la Niaprazina per alcuni disturbi del sonno
- lo Ioduro di potassio, antidoto nell'esposizione ad isotopi radioattivi dello Iodio (I131)
- il Dimercaprolo, antidoto nell'avvelenamento da composti dell'Arsenico e da metalli pesanti

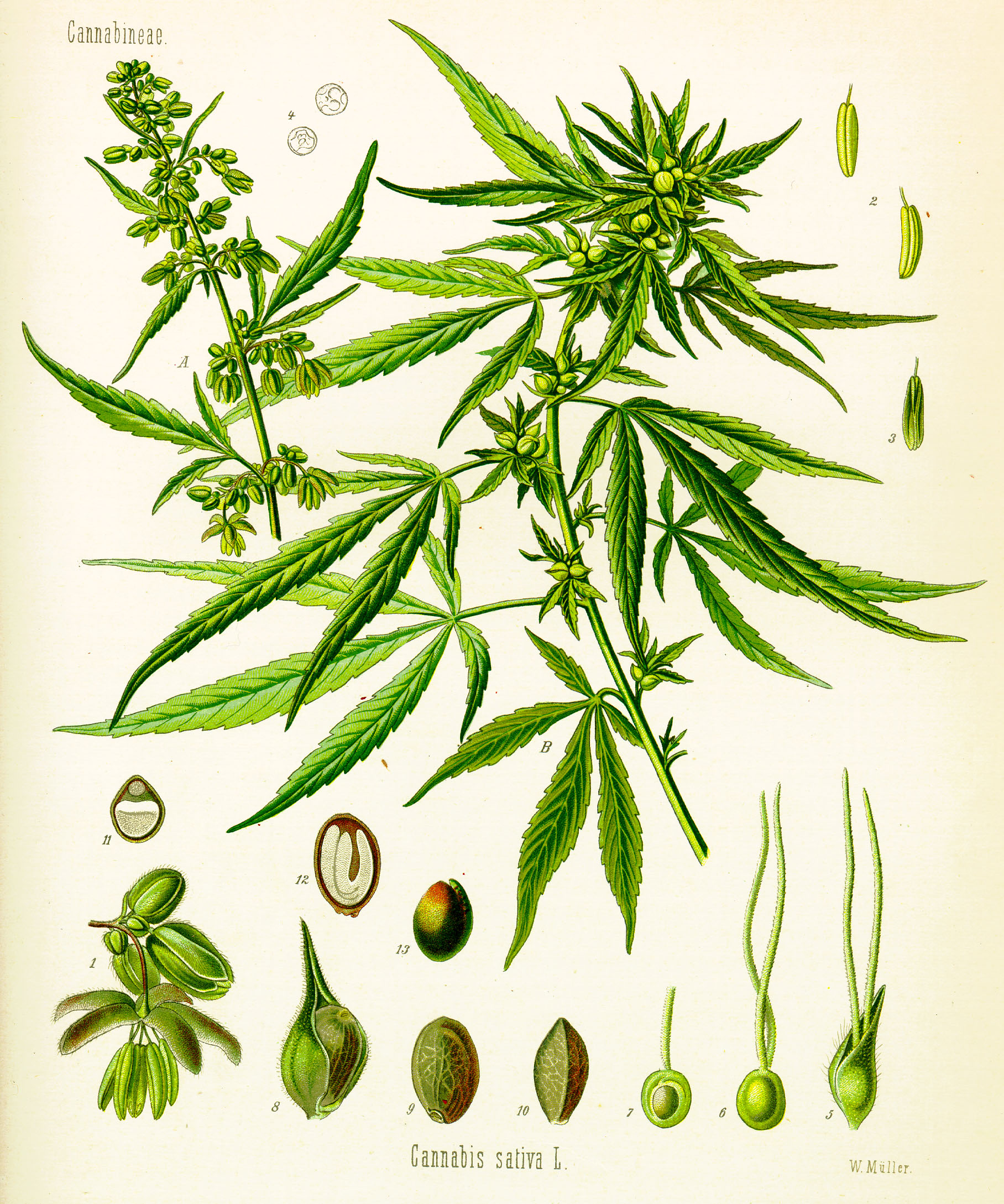
Cannabis sativa.

Formula del Tetraidrocannabinolo.

Sulla base di un accordo sottoscritto il 18 settembre 2014 tra Ministero della Salute e Ministero della Difesa è stato dato il via ad un progetto pilota per la produzione di sostanze attive estratte dalla cannabis. 
Il Ministero della Salute con decreto del 23/01/2013 ha approvato l'utilizzo dei principi attivi estratti dalla cannabis in preparazioni galeniche. L'erogazione di farmaci a base di cannabis è stata normata con leggi regionali in alcune regioni italiane. Ad esempio la Regione Toscana ha approvato la legge n.18, dell'8 maggio del 2012 su “Disposizioni organizzative relative all'utilizzo di talune tipologie di farmaci nell'ambito del servizio sanitario regionale”.
Il progetto di produzione dello Stabilimento, iniziato nel 2015, include la coltivazione standardizzata di cloni della pianta (riproduzione agamica) e la lavorazione farmaceutica dell'infiorescenza femminile (essiccazione, macinazione, confezionamento in flaconi da 5 g). La commercializzazione avviene in preparazioni galeniche affidate ai farmacisti su prescrizione medica. Saranno disponibili due varietà: una contenente Tetraidrocannabinolo (THC) e il Cannabidiolo (CBD), l'altra solo il Tetraidrocannabinolo.
I derivati della Cannabis trovano impiego clinico (anche se le sperimentazioni e la codificazione è ancora in corso) in alcune malattie neurologiche (nella spasticità della sclerosi multipla, nelle discinesie da levodopa nella malattia di Parkinson, nei disturbi extracoreici della corea di Huntigton, nel controllo dei tic delle sindrome di Gilles de La Tourette, in alcune forme di epilessia), nella terapia del dolore cronico sia oncologico sia neuropatico (come la neuropatia diabetica), nella nausea e nel vomito da chemioterapia.
Lo Stabilimento Chimico-Farmaceutico Militare commercializza anche altre categorie di prodotti: alimentari, cosmetici, integratori e liquori. Tra questi vi sono alcuni prodotti che fanno parte della tradizione dello Stabilimento, come i boli gommosi al Mentolo-Eucaliptolo, il cioccolato militare fondente, il miele di acacia, un dentifricio alle erbe, l'Enocordial e l'Elisir di China.

## Direttori dello stabilimento
| Distintivo | Grado\Qualifica             | Nome e Cognome               | dal  | al   |
| ---------- | --------------------------- | ---------------------------- | ---- | ---- |
| -          | dott. farmacista            | cav. Cristoforo Grassi       | 1853 | 1863 |
| -          | dott. farmacista            | cav. Carlo De Rossi          | 1863 | 1875 |
| -          | dott. farmacista            | cav. Luigi Dompé             | 1875 | 1880 |
| -          | dott. farmacista            | cav. Gustavo Kermitte        | 1884 | 1887 |
| -          | dott. farmacista            | cav. Giacomo Filippi         | 1887 | 1895 |
| -          | dott. farmacista            | cav. Giuseppe Gatti          | 1895 | 1898 |
| -          | dott. farmacista            | cav. Bernardo Antolino       | 1898 | 1912 |
| -          | dott. farmacista            | cav. Giovanni Brero          | 1912 | 1913 |
| -          | dott. farmacista            | cav. Antonio Abbati          | 1913 | 1914 |
| -          | dott. farmacista            | cav. Alessandro Bompiani     | 1914 | 1915 |
|            | col. chim. farm.            | prof. Carlo Martinotti       | 1916 | 1920 |
|            | col. chim. farm.            | prof. Alfredo Pagniello      | 1923 | 1932 |
|            | col. chim. farm.            | dott. Carlo Mozzana          | 1932 | 1942 |
|            | col. chim. farm.            | dott. Carlo Gorreta          | 1942 | 1945 |
|            | col. chim. farm.            | dott. Silvio Cortassa        | 1945 | 1948 |
|            | magg. gen. chim. farm.      | dott. Giulio Adilardi        | 1948 | 1953 |
|            | magg. gen. chim. farm.      | dott. Raffaele De Benedectis | 1953 | 1957 |
|            | magg. gen. chim. farm.      | dott. Ettore Goffredi        | 1957 | 1961 |
|            | magg. gen. chim. farm.      | prof. Giulio Audisio         | 1961 | 1966 |
|            | magg. gen. chim. farm.      | prof. Enzo Maggiorelli       | 1966 | 1972 |
|            | magg. gen. chim. farm.      | prof. Ruggiero Ruggieri      | 1972 | 1977 |
|            | magg. gen. chim. farm.      | prof. Antonino Alessandro    | 1977 | 1984 |
|            | magg. gen. chim. farm.      | dott. Vincenzo Panfolfo      | 1984 | 1987 |
|            | ten. col. chim. farm. dott. | Giancarlo Brizzi             | 1987 | 1987 |
|            | magg. gen. chim. farm.      | dott. Gianfranco Polidori    | 1987 | 1997 |
|            | col. chim. farm.            | dott. Giuseppe Muzzi         | 1997 | 1999 |
|            | gen. b. chim. farm.         | dott. Mario Ruggiero         | 1999 | 2001 |
|            | gen. b. ing.                | dott. Nicola Falanga         | 2001 | 2004 |
|            | magg. gen. chim. farm.      | dott. Giocondo Santoni       | 2004 | 2014 |
|            | col. chim. farm.            | dott. Antonio Medica         | 2015 | 2022 |
|            | Col. sa. t. ISSMI           | Gabriele PICCHIONI           | 2022 | 2024 |
|            | Col. c.(cr.) t. ISSMI       | Dott. Arcangelo MORO         | 2024 |      |